# 圣弥额尔主教座堂 (卡尔卡松)

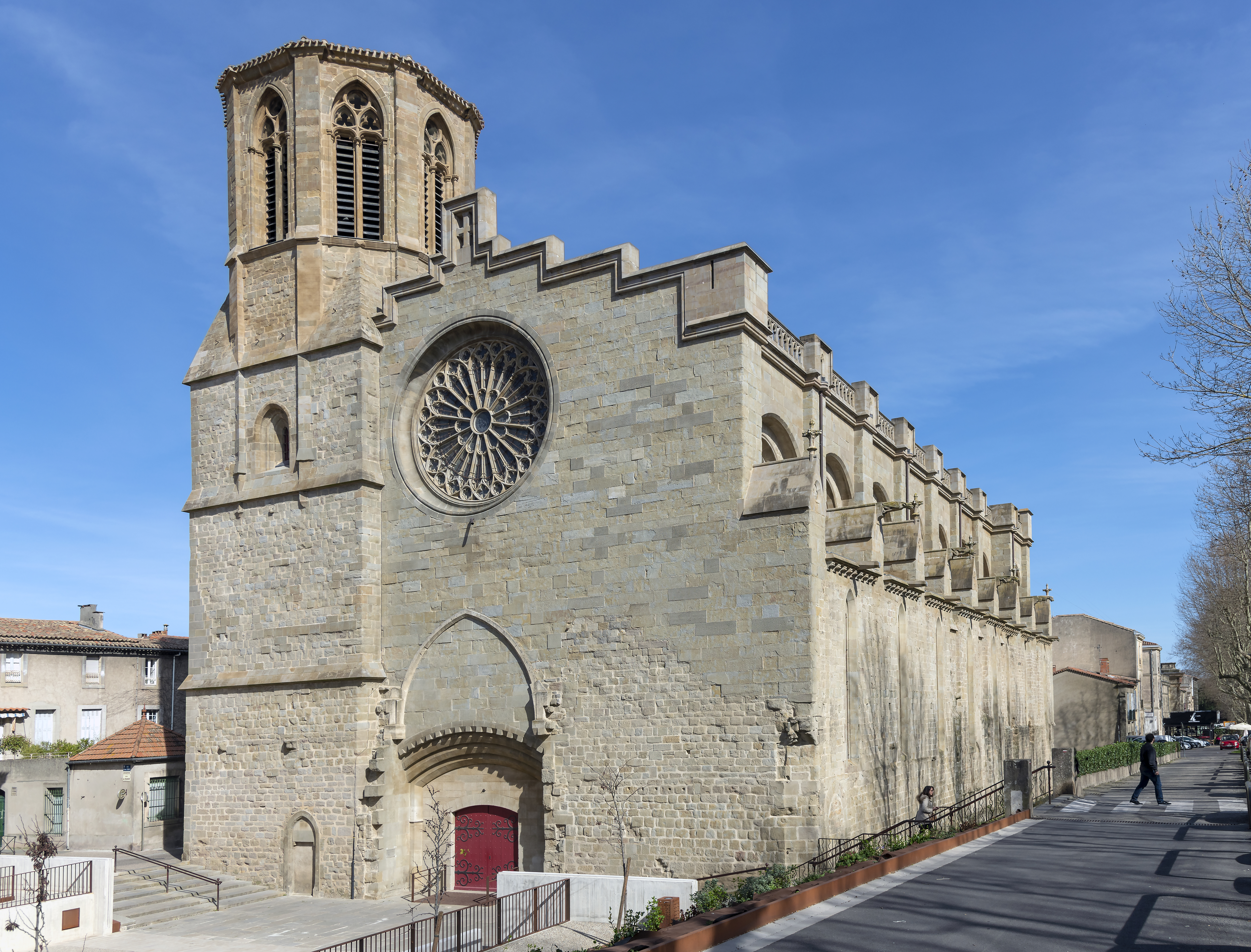
卡尔卡松圣弥额尔主教座堂

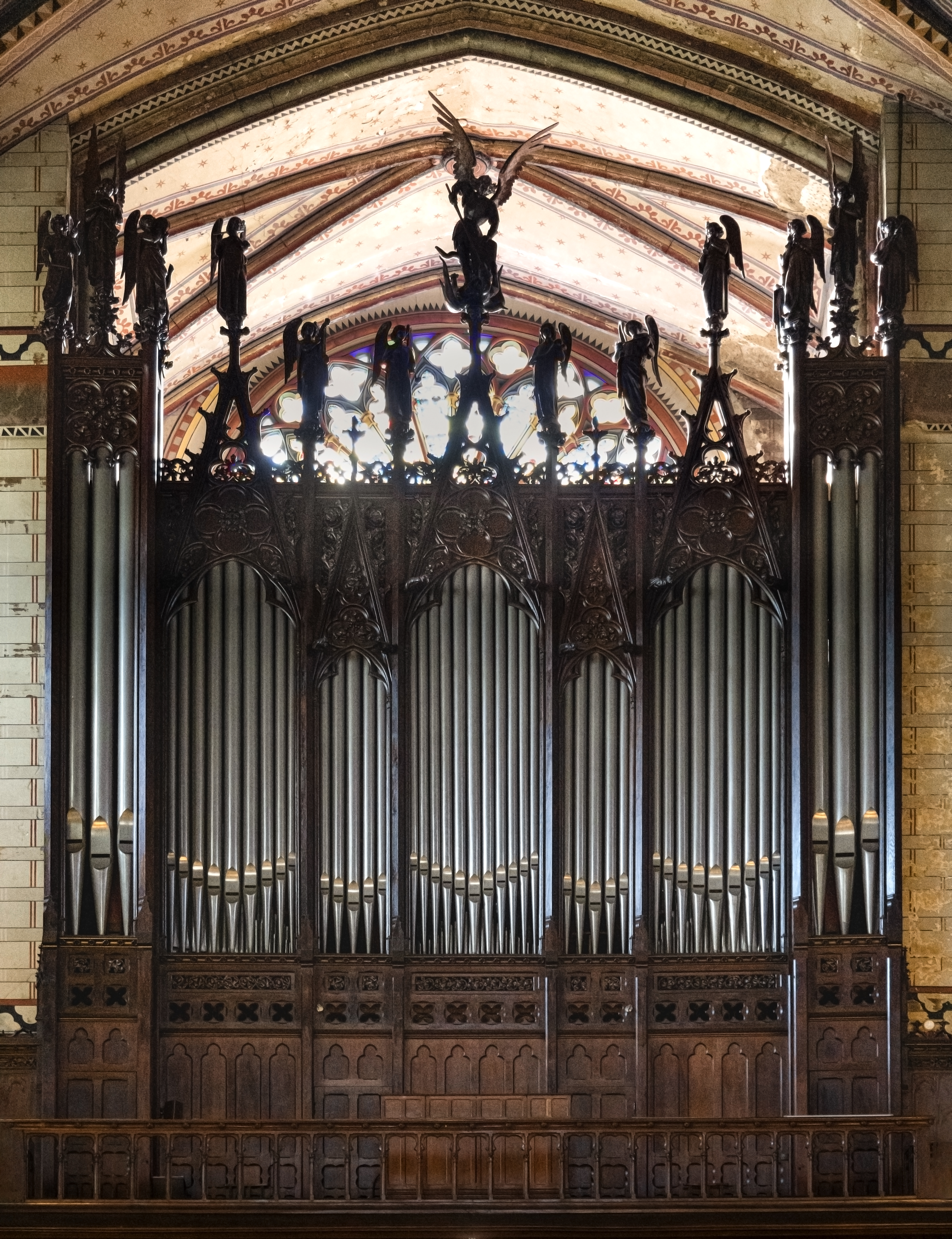
論壇報的器官。

卡尔卡松圣弥额尔主教座堂（Cathédrale Saint-Michel de Carcassonne）是罗马天主教卡尔卡松教区的主教座堂，位于法国南部古城卡尔卡松，被列为法国历史古迹。
该堂建于13世纪，供奉圣弥额尔，当时是本堂区圣堂。14世纪受损后重建。
1803年，圣弥额尔堂升格为主教座堂，取代法国革命前供奉圣纳扎留斯和圣塞尔苏斯的主教座堂。旧主教座堂现在改为圣纳扎留斯和圣塞尔苏斯圣殿。
该堂还被圣伯多禄司铎兄弟会使用。